# Mistrzostwa Europy w Pływaniu 1991
XX Mistrzostwa Europy w pływaniu, które odbyły się w Atenach (Grecja), w dniach 18–25 sierpnia 1991 roku.

## Pływanie

### Konkurencje mężczyzn

#### 50 m stylem dowolnym
| Miejsce             | FINAŁ               | Państwo         | Czas  |
| ------------------- | ------------------- | --------------- | ----- |
|                     | Nils Rudolph        | Niemcy          | 22,33 |
|                     | Giennadij Prigoda   | ZSRR            | 22,44 |
|                     | Mike Fibbens        | Wielka Brytania | 22,72 |
| Wołodymyr Tkaczenko | ZSRR                |                 | 22,72 |
| 5                   | Christophe Kalfayan | Francja         | 22,78 |
| 6                   | Silko Günzel        | Niemcy          | 22,91 |
| 7                   | Dano Halsall        | Szwajcaria      | 22,97 |
| 8                   | René Gusperti       | Włochy          | 23,37 |

#### 100 m stylem dowolnym
| Miejsce | FINAŁ               | Państwo         | Czas  |
| ------- | ------------------- | --------------- | ----- |
|         | Aleksandr Popow     | ZSRR            | 49,18 |
|         | Nils Rudolph        | Niemcy          | 49,52 |
|         | Giorgio Lamberti    | Włochy          | 49,57 |
| 4       | Silko Günzel        | Niemcy          | 49,79 |
| 5       | Weniamin Tajanowicz | ZSRR            | 50,07 |
| 6       | Tommy Werner        | Szwecja         | 50,09 |
| 7       | Mike Fibbens        | Wielka Brytania | 50,30 |
| 8       | Christophe Kalfayan | Francja         | 50,33 |

#### 200 m stylem dowolnym
| Miejsce | FINAŁ             | Państwo   | Czas    |
| ------- | ----------------- | --------- | ------- |
|         | Artur Wojdat      | Polska    | 1:48,10 |
|         | Giorgio Lamberti  | Włochy    | 1:48,15 |
|         | Roberto Gleria    | Włochy    | 1:48,73 |
| 4       | Jewgienij Sadowyj | ZSRR      | 1:48,74 |
| 5       | Anders Holmertz   | Szwecja   | 1:49,02 |
| 6       | Steffen Zesner    | Niemcy    | 1:49,04 |
| 7       | Antti Kasvio      | Finlandia | 1:49,83 |
| 8       | Jarl Inge Melberg | Norwegia  | 1:50,07 |

#### 400 m stylem dowolnym
| Miejsce | FINAŁ                | Państwo | Czas    |
| ------- | -------------------- | ------- | ------- |
|         | Jewgienij Sadowyj    | ZSRR    | 3:49,02 |
|         | Artur Wojdat         | Polska  | 3:49,09 |
|         | Giorgio Lamberti     | Włochy  | 3:50,46 |
| 4       | Sebastian Wiese      | Niemcy  | 3:50,49 |
| 5       | Jörg Hoffmann        | Niemcy  | 3:51,42 |
| 6       | Anders Holmertz      | Szwecja | 3:52,08 |
| 7       | Mariusz Podkościelny | Polska  | 3:53,21 |
| 8       | Zoltán Szilágyi      | Węgry   | 3:55,88 |

#### 1500 m stylem dowolnym
| Miejsce | FINAŁ              | Państwo         | Czas     |
| ------- | ------------------ | --------------- | -------- |
|         | Jörg Hoffmann      | Niemcy          | 15:02,57 |
|         | Ian Wilson         | Wielka Brytania | 15:02,72 |
|         | Sebastian Wiese    | Niemcy          | 15:14,30 |
| 4       | Igor Majcen        | Jugosławia      | 15:21,58 |
| 5       | Piotr Albiński     | Polska          | 15:30,30 |
| 6       | Sergi Rouro        | Hiszpania       | 15:33,44 |
| 7       | Jewgienij Logwinow | ZSRR            | 15:34,30 |
| 8       | Zoltán Szilágyi    | Węgry           | 15:35,27 |

#### 100 m stylem grzbietowym
| Miejsce | FINAŁ               | Państwo   | Czas  |
| ------- | ------------------- | --------- | ----- |
|         | Martín López-Zubero | Hiszpania | 55,30 |
|         | Dirk Richter        | Niemcy    | 56,04 |
|         | Franck Schott       | Francja   | 56,29 |
| 4       | Władimir Selkow     | ZSRR      | 56,58 |
| 5       | Tamás Deutsch       | Węgry     | 56,59 |
| 6       | Władimir Szemetow   | ZSRR      | 56,66 |
| 7       | Stefaan Maene       | Belgia    | 57,22 |
| 8       | Attila Czene        | Węgry     | 57,67 |

#### 200 m stylem grzbietowym
| Miejsce         | FINAŁ               | Państwo   | Czas    |
| --------------- | ------------------- | --------- | ------- |
|                 | Martín López-Zubero | Hiszpania | 1:58,66 |
|                 | Dirk Richter        | Niemcy    | 2:00,18 |
| Władimir Selkow | ZSRR                |           | 2:00,18 |
| 4               | Tamás Deutsch       | Węgry     | 2:00,30 |
| 5               | David Holderbach    | Francja   | 2:00,60 |
| 6               | Stefano Battistelli | Włochy    | 2:00,89 |
| 7               | Lars Kalenka        | Niemcy    | 2:01,48 |
| 8               | Thomas Sopp         | Norwegia  | 2:02,83 |

#### 100 m stylem klasycznym
| Miejsce | FINAŁ                  | Państwo         | Czas    |
| ------- | ---------------------- | --------------- | ------- |
|         | Norbert Rózsa          | Węgry           | 1:01,49 |
|         | Adrian Moorhouse       | Wielka Brytania | 1:01,89 |
|         | Gianni Minervini       | Włochy          | 1:02,41 |
| 4       | Andrea Cecchi          | Włochy          | 1:02,58 |
| 5       | Károly Güttler         | Węgry           | 1:02,71 |
| 6       | Petri Suominen         | Finlandia       | 1:02,90 |
| 7       | Dmitrij Wołkow         | ZSRR            | 1:03,18 |
| 8       | Frédérik Deburghgraeve | Belgia          | 1:03,34 |

#### 200 m stylem klasycznym
| Miejsce | FINAŁ             | Państwo         | Czas    |
| ------- | ----------------- | --------------- | ------- |
|         | Nick Gillingham   | Wielka Brytania | 2:12,55 |
|         | Norbert Rózsa     | Węgry           | 2:12,58 |
|         | Sergio López      | Hiszpania       | 2:13,40 |
| 4       | Károly Güttler    | Węgry           | 2:14,07 |
| 5       | Joaquín Fernández | Hiszpania       | 2:14,40 |
| 6       | Cédric Penicaud   | Francja         | 2:14,82 |
| 7       | Radek Beinhauer   | Czechy          | 2:15,59 |
| 8       | Andrea Cecchi     | Włochy          | 2:16,29 |

#### 100 m stylem motylkowym
| Miejsce | FINAŁ               | Państwo         | Czas  |
| ------- | ------------------- | --------------- | ----- |
|         | Wiaczesław Kulikow  | ZSRR            | 54,22 |
|         | Martín López-Zubero | Hiszpania       | 54,30 |
|         | Nils Rudolph        | Niemcy          | 54,31 |
| 4       | Rafał Szukała       | Polska          | 54,35 |
| 5       | Bruno Gutzeit       | Francja         | 54,92 |
| 6       | Thilo Haase         | Niemcy          | 55,07 |
| 7       | Franck Esposito     | Francja         | 55,16 |
| 8       | Rik Leishman        | Wielka Brytania | 55,26 |

#### 200 m stylem motylkowym
| Miejsce | FINAŁ               | Państwo    | Czas    |
| ------- | ------------------- | ---------- | ------- |
|         | Franck Esposito     | Francja    | 1:59,59 |
|         | Rafał Szukała       | Polska     | 2:01,01 |
|         | Christophe Bordeau  | Francja    | 2:01,25 |
| 4       | Marco Braida        | Włochy     | 2:01,53 |
| 5       | Bernd Zeruhn        | Niemcy     | 2:01,97 |
| 6       | Matiaz Koželi       | Jugosławia | 2:02,14 |
| 7       | José Luis Ballester | Hiszpania  | 2:02,32 |
| –       | Christian Keller    | Niemcy     | DSQ     |

#### 200 m stylem zmiennym
| Miejsce | FINAŁ             | Państwo         | Czas    |
| ------- | ----------------- | --------------- | ------- |
|         | Lars Sørensen     | Dania           | 2:02,63 |
|         | Christian Gessner | Niemcy          | 2:02,66 |
|         | Luca Sacchi       | Włochy          | 2:02,93 |
| 4       | Christian Keller  | Niemcy          | 2:03,16 |
| 5       | Attila Czene      | Węgry           | 2:03,89 |
| 6       | Frédéric Lefévre  | Francja         | 2:04,13 |
| 7       | John Davey        | Wielka Brytania | 2:05,03 |
| 8.      | Jani Sievinen     | Finlandia       | 2:05,48 |

#### 400 m stylem zmiennym
| Miejsce | FINAŁ               | Państwo   | Czas    |
| ------- | ------------------- | --------- | ------- |
|         | Luca Sacchi         | Włochy    | 4:17,81 |
|         | Patrick Kühl        | Niemcy    | 4:17,85 |
|         | Christian Gessner   | Niemcy    | 4:19,66 |
| 4       | Stefano Battistelli | Włochy    | 4:22,33 |
| 5       | Jani Sievinen       | Finlandia | 4:23,34 |
| 6       | Marcin Maliński     | Polska    | 4:24,54 |
| 7       | Jorge Perez         | Hiszpania | 4:24,60 |
| 8.      | Denislav Kaltchev   | Bułgaria  | 4:30,99 |

#### 4×100m stylem dowolnym
| Miejsce | FINAŁ                                                                      | Państwo  | Czas    |
| ------- | -------------------------------------------------------------------------- | -------- | ------- |
|         | Paweł Chnykin / Giennadij Prigoda / Wieniamin Tajanowicz / Aleksandr Popow | ZSRR     | 3:17,11 |
|         | Silko Günzel / Nils Rudolph / Steffen Zesner / Dirk Richter                | Niemcy   | 3:18,31 |
|         | Tommy Werner / Göran Titus / Anders Holmertz / Göran Jansson               | Szwecja  | 3:20,42 |
| 4       | Włochy                                                                     | Włochy   | 3:20,94 |
| 5       | Francja                                                                    | Francja  | 3:21,27 |
| 6       | Holandia                                                                   | Holandia | 3:23,81 |
| 7       | Norwegia                                                                   | Norwegia | 3:26,34 |
| 8       | Grecja                                                                     | Grecja   | 3:31,41 |

#### 4×200m stylem dowolnym
| Miejsce | FINAŁ                                                                           | Państwo         | Czas    |
| ------- | ------------------------------------------------------------------------------- | --------------- | ------- |
|         | Dmitrij Lepikow / Władimir Pysznenko / Wieniamin Tajanowicz / Jewgienij Sadowyj | ZSRR            | 7:15,96 |
|         | Emanuele Idini / Roberto Gleria / Stefano Battistelli / Giorgio Lamberti        | Włochy          | 7:18,30 |
|         | Steffen Zesner / Uwe Dassler / Christian Keller / Jörg Hoffmann                 | Niemcy          | 7:19,13 |
| 4       | Polska                                                                          | Polska          | 7:25,05 |
| 5       | Hiszpania                                                                       | Hiszpania       | 7:27,60 |
| 6       | Norwegia                                                                        | Norwegia        | 7:28,75 |
| 7       | Wielka Brytania                                                                 | Wielka Brytania | 7:31,85 |
| –       | Francja                                                                         | Francja         | DSQ     |

#### 4×100m stylem zmiennym
| Miejsce | FINAŁ                                                                   | Państwo         | Czas    |
| ------- | ----------------------------------------------------------------------- | --------------- | ------- |
|         | Władimir Selkow / Dmitrij Wołkow / Wiaczesław Kulikow / Aleksandr Popow | ZSRR            | 3:39,68 |
|         | Franck Schott / Cédric Penicaud / Bruno Gutzeit / Christophe Kalfayan   | Francja         | 3:42,15 |
|         | Tamás Deutsch / Norbert Rózsa / Péter Horváth / Béla Szabados           | Węgry           | 3:42,35 |
| 4       | Wielka Brytania                                                         | Wielka Brytania | 3:43,67 |
| 5       | Hiszpania                                                               | Hiszpania       | 3:45,52 |
| –       | Niemcy                                                                  | Niemcy          | DSQ     |
| –       | Włochy                                                                  | Włochy          | DSQ     |
| –       | Finlandia                                                               | Finlandia       | DSQ     |

### Konkurencje kobiet

#### 50 m stylem dowolnym
| Miejsce | FINAŁ                | Państwo  | Czas  |
| ------- | -------------------- | -------- | ----- |
|         | Simone Osygus        | Niemcy   | 25,80 |
|         | Catherine Plewinski  | Francja  | 25,84 |
|         | Inge de Bruijn       | Holandia | 25,91 |
| 4       | Daniela Hunger       | Niemcy   | 26,06 |
| 5       | Jewgienija Jermakowa | ZSRR     | 26,26 |
| 6       | Louise Karlsson      | Szwecja  | 26,31 |
| 7       | Gitta Jensen         | Dania    | 26,32 |
| 8       | Judith Draxler       | Austria  | 26,47 |

#### 100 m stylem dowolnym
| Miejsce | FINAŁ               | Państwo  | Czas  |
| ------- | ------------------- | -------- | ----- |
|         | Catherine Plewinski | Francja  | 56,20 |
|         | Karin Brienesse     | Holandia | 56,44 |
|         | Simone Osygus       | Niemcy   | 56,47 |
| 4       | Daniela Hunger      | Niemcy   | 56,76 |
| 5       | Gitta Jensen        | Dania    | 57,20 |
| 6       | Liliana Dobrescu    | Rumunia  | 57,25 |
| 7       | Louise Karlsson     | Szwecja  | 57,46 |
| 8       | Marieke Mastenbroek | Holandia | 57,66 |

#### 200 m stylem dowolnym
| Miejsce | FINAŁ               | Państwo  | Czas    |
| ------- | ------------------- | -------- | ------- |
|         | Mette Jacobsen      | Dania    | 2:00,29 |
|         | Catherine Plewinski | Francja  | 2:00,34 |
|         | Liliana Dobrescu    | Rumunia  | 2:01,77 |
| 4       | Gitta Jensen        | Dania    | 2:02,03 |
| 5       | Isabelle Arnould    | Belgia   | 2:02,91 |
| 6       | Eva Nyberg          | Szwecja  | 2:03,21 |
| 7       | Sandra Cam          | Belgia   | 2:03,66 |
| 8       | Karin Brienesse     | Holandia | 2:03,89 |

#### 400 m stylem dowolnym
| Miejsce | FINAŁ              | Państwo  | Czas    |
| ------- | ------------------ | -------- | ------- |
|         | Irene Dalby        | Norwegia | 4:11,63 |
|         | Beatrice Căşlaru   | Rumunia  | 4:12,33 |
|         | Cristina Sossi     | Włochy   | 4:12,35 |
| 4       | Jana Henke         | Niemcy   | 4:12,64 |
| 5       | Isabelle Arnould   | Belgia   | 4:14,24 |
| 6       | Manuele Melchiorri | Włochy   | 4:14,77 |
| 7       | Sandra Cam         | Belgia   | 4:17,06 |
| 8       | Baukje Wiersma     | Holandia | 4:17,62 |

#### 800 m stylem dowolnym
| Miejsce | FINAŁ              | Państwo  | Czas    |
| ------- | ------------------ | -------- | ------- |
|         | Irene Dalby        | Norwegia | 8:32,08 |
|         | Jana Henke         | Niemcy   | 8:32,25 |
|         | Cristina Sossi     | Włochy   | 8:33,79 |
| 4       | Manuele Melchiorri | Włochy   | 8:42,67 |
| 5       | Isabelle Arnould   | Belgia   | 8:44,70 |
| 6       | Olga Spíchalová    | Czechy   | 8:47,14 |
| 7       | Grit Müller        | Niemcy   | 8:48,19 |
| 8       | Baukje Wiersma     | Holandia | 8:49,36 |

#### 100 m Stylem grzbietowym
| Miejsce | FINAŁ               | Państwo         | Czas       |
| ------- | ------------------- | --------------- | ---------- |
|         | Krisztina Egerszegi | Węgry           | 1:00,31 WR |
|         | Tünde Szabó         | Węgry           | 1:01,31    |
|         | Dagmar Hase         | Niemcy          | 1:02,42    |
| 4       | Natalia Krupskaja   | ZSRR            | 1:02,62    |
| 5       | Natalia Szibajewa   | ZSRR            | 1:03,10    |
| 6       | Sandra Völker       | Niemcy          | 1:03,20    |
| 7       | Ellen Elzerman      | Holandia        | 1:03,34    |
| 8       | Sharon Page         | Wielka Brytania | 1:03,74    |

#### 200 m stylem grzbietowym
| Miejsce | FINAŁ               | Państwo         | Czas       |
| ------- | ------------------- | --------------- | ---------- |
|         | Krisztina Egerszegi | Węgry           | 2:06,62 WR |
|         | Tünde Szabó         | Węgry           | 2:11,42    |
|         | Dagmar Hase         | Niemcy          | 2:12,22    |
| 4       | Natalia Krupskaja   | ZSRR            | 2:13,71    |
| 5       | Joanne Deakins      | Wielka Brytania | 2:14,23    |
| 6       | Kathy Read          | Wielka Brytania | 2:15,15    |
| 7       | Natalia Szibajewa   | ZSRR            | 2:15,25    |
| 8       | Lorenza Vigarani    | Włochy          | 2:15,31    |

#### 100 m stylem klasycznym
| Miejsce | FINAŁ               | Państwo         | Czas    |
| ------- | ------------------- | --------------- | ------- |
|         | Jelena Rudkowskaja  | ZSRR            | 1:09,05 |
|         | Switłana Bondarenko | ZSRR            | 1:09,99 |
|         | Tania Dangalakova   | Bułgaria        | 1:10,12 |
| 4       | Manuela Dalla Valle | Włochy          | 1:10,54 |
| 4       | Gabriella Csépe     | Węgry           | 1:10,54 |
| 6       | Sylvia Gerasch      | Niemcy          | 1:10,62 |
| 7       | Lorriane Coombes    | Wielka Brytania | 1:11,52 |
| 8       | Jean Hill           | Wielka Brytania | 1:11,56 |

#### 200 m stylem klasycznym
| Miejsce | FINAŁ                  | Państwo  | Czas    |
| ------- | ---------------------- | -------- | ------- |
|         | Jelena Rudkowskaja     | ZSRR     | 2:29,50 |
|         | Beatrice Căşlaru       | Rumunia  | 2:32,00 |
|         | Tania Dangalakova      | Bułgaria | 2:32,09 |
| 4       | Alicja Pęczak          | Polska   | 2:32,50 |
| 5       | Manuela Dalla Valle    | Włochy   | 2:32,52 |
| 6       | Brigitte Becue         | Belgia   | 2:32,88 |
| 7       | Rágnhild Runólfsdóttir | Islandia | 2:34,08 |
| 8       | Audrey Guerit          | Francja  | 2:34,12 |

#### 100 m stylem motylkowym
| Miejsce | FINAŁ               | Państwo         | Czas    |
| ------- | ------------------- | --------------- | ------- |
|         | Catherine Plewinski | Francja         | 1:00,32 |
|         | Inge de Bruijn      | Holandia NED    | 1:01,64 |
|         | Therese Lundin      | Szwecja         | 1:01,80 |
| 4       | Madleine Campbell   | Wielka Brytania | 1:02,01 |
| 5       | Jelena Kononenko    | ZSRR            | 1:02,40 |
| 6       | Katrin Meissner     | Niemcy          | 1:02,65 |
| 7       | Malin Strömberg     | Szwecja         | 1:02,80 |
| 8       | Karin Brienesse     | Holandia        | 1:03,16 |

#### 200 m stylem motylkowym
| Miejsce | FINAŁ               | Państwo   | Czas    |
| ------- | ------------------- | --------- | ------- |
|         | Mette Jacobsen      | Dania     | 2:12,87 |
|         | Sabine Herbst       | Niemcy    | 2:14,72 |
|         | Berit Puggard       | Dania     | 2:14,80 |
| 4       | Corina Dumitru      | Rumunia   | 2:15,55 |
| 5       | María Fernández     | Hiszpania | 2:16,20 |
| 6       | Juliana Pantillimon | Rumunia   | 2:16,71 |
| 7       | Brigitte Becue      | Belgia    | 2:16,78 |
| 8       | Marta Włodkowska    | Polska    | 2:19,40 |

#### 200 m stylem zmiennym
| Miejsce | FINAŁ            | Państwo        | Czas    |
| ------- | ---------------- | -------------- | ------- |
|         | Daniela Hunger   | Niemcy         | 2:15,15 |
|         | Beatrice Căşlaru | Rumunia        | 2:16,68 |
|         | Marion Zoller    | Niemcy         | 2:17,43 |
| 4       | Daria Szmelewa   | ZSRR           | 2:17,59 |
| 5       | Brigitte Becue   | Belgia         | 2:18,34 |
| 6       | Ewa Synowska     | Polska         | 2:19,77 |
| 7       | Alicja Pęczak    | Polska         | 2:19,89 |
| 8       | Lenka Manhalová  | Czechosłowacja | 2:20,21 |

#### 400 m stylem zmiennym
| Miejsce | FINAŁ               | Państwo  | Czas    |
| ------- | ------------------- | -------- | ------- |
|         | Krisztina Egerszegi | Węgry    | 4:39,78 |
|         | Beatrice Căşlaru    | Rumunia  | 4:44,67 |
|         | Ewa Synowska        | Polska   | 4:47,92 |
| 4       | Sabine Herbst       | Niemcy   | 4:49,85 |
| 5       | Daria Szmelewa      | ZSRR     | 4:50,55 |
| 6       | Irene Dalby         | Norwegia | 4:50,68 |
| 7       | Annalisa Nisiro     | Włochy   | 4:55,72 |
| –       | Céline Bonnet       | Francja  | DSQ     |

#### 4×100m stylem dowolnym
| Miejsce | FINAŁ                                                                         | Państwo         | Czas    |
| ------- | ----------------------------------------------------------------------------- | --------------- | ------- |
|         | Diana van der Plaats / Inge de Bruijn / Marieke Mastenbroek / Karin Brienesse | Holandia        | 3:45,36 |
|         | Daniela Hunger / Katrin Meissner / Dagmar Hase / Simone Osygus                | Niemcy          | 3:45,54 |
|         | Mette Nielsen / Gitta Jensen / Berit Puggard / Mette Jacobsen                 | Dania           | 3:46,36 |
| 4       | Francja                                                                       | Francja         | 3:47,95 |
| 5       | Włochy                                                                        | Włochy          | 3:50,14 |
| 6       | Szwecja                                                                       | Szwecja         | 3:50,73 |
| 7       | Wielka Brytania                                                               | Wielka Brytania | 3:52,15 |
| 8       | Norwegia                                                                      | Norwegia        | 3:52,54 |

#### 4×200m stylem dowolnym
| Miejsce | FINAŁ                                                                    | Państwo   | Czas    |
| ------- | ------------------------------------------------------------------------ | --------- | ------- |
|         | Annette Poulsen / Gitta Jensen / Berit Puggard / Mette Jacobsen          | Dania     | 8:05,90 |
|         | Dagmar Hase / Manuela Stellmach / Simone Osygus / Heike Friedrich        | Niemcy    | 8:10,26 |
|         | Ellen Elzerman / Baukje Wiersma / Diana van der Plaats / Karin Brienesse | Holandia  | 8:13,97 |
| 4       | Włochy                                                                   | Włochy    | 8:19,46 |
| 5       | Rumunia                                                                  | Rumunia   | 8:19,47 |
| 6       | Szwecja                                                                  | Szwecja   | 8:20,56 |
| 7       | Hiszpania                                                                | Hiszpania | 8:26,58 |
| 8       | Norwegia                                                                 | Norwegia  | 8:26,91 |

#### 4×100m stylem zmiennym
| Miejsce | FINAŁ                                                                            | Państwo         | Czas    |
| ------- | -------------------------------------------------------------------------------- | --------------- | ------- |
|         | Natalia Krupskaja / Jelena Rudkowskaja / Jelena Kononenko / Jewgienija Jermakowa | ZSRR            | 4:08,55 |
|         | Dagmar Hase / Sylvia Gerasch / Katrin Meissner / Simone Osygus                   | Niemcy          | 4:10,10 |
|         | Ellen Elzerman / Kira Bulten / Inge de Bruijn / Karin Brienesse                  | Holandia        | 4:14,03 |
| 4       | Szwecja                                                                          | Szwecja         | 4:16,22 |
| 5       | Włochy                                                                           | Włochy          | 4:17,63 |
| 6       | Dania                                                                            | Dania           | 4:18,74 |
| 7       | Rumunia                                                                          | Rumunia         | 4:18,79 |
| –       | Wielka Brytania                                                                  | Wielka Brytania | DSQ     |

## Pływanie na otwartym akwenie
- Odbyło się w Terracina, Włochy w dniach 14 września do 15 września.

### Konkurencje mężczyzn
| Konkurencja | Złoto               | Srebro             | Brąz          |
| ----------- | ------------------- | ------------------ | ------------- |
| 5 km        | Stefano Rubaudo     | Davide Giacchino   | Hans van Goor |
| 25 km       | Christof Wandratsch | Sergio Chiarandini | Urs Kohlhaas  |

### Konkurencje kobiet
| Konkurencja | ZŁOTO            | SREBRO            | BRĄZ        |
| ----------- | ---------------- | ----------------- | ----------- |
| 5 km        | Bea Berzlanovits | Yvetta Hlaváčová  | Mara Data   |
| 25 km       | Eliane Fieschi   | Samantha Cavadini | Rita Kovacs |

## Skoki

### Konkurencje mężczyzn
| Konkurencja    | ZŁOTO               | SREBRO           | BRĄZ             |
| -------------- | ------------------- | ---------------- | ---------------- |
| 1 m Trampolina | Andriej Semeniuk    | Peter Böhler     | Edwin Jongejans  |
| 3 m Trampolina | Albin Killat        | Joakim Andersson | Davide Lorenzini |
| 10 m Wieża     | Władimir Timoszinin | Dmitrij Sautin   | Bobby Morgan     |

### Konkurencje kobiet
| Konkurencja    | ZŁOTO            | SREBRO       | BRĄZ             |
| -------------- | ---------------- | ------------ | ---------------- |
| 1 m trampolina | Brita Baldus     | Irina Laszko | Conny Schmalfuss |
| 3 m trampolina | Irina Laszko     | Wiera Ilina  | Brita Baldus     |
| 10 m Wieża     | Jelena Miroszina | Inga Afonina | Ute Wetzig       |

## Pływanie synchroniczne

### Konkurencje kobiet
| Konkurencja | ZŁOTO                       | SREBRO                     | BRĄZ                        |
| ----------- | --------------------------- | -------------------------- | --------------------------- |
| Solo        | Olga Siedakowa              | Christina Thalassinidou    | Anne Capron                 |
| Duet        | Anna Kozłowa Olga Siedakowa | Anne Capron Céline Leveque | Marjolijn Both Tamara Zwart |
| Drużyna     | ZSRR                        | Francja                    | Włochy                      |

## Piłka wodna

### Mężczyźni
| Konkurencja | ZŁOTO      | SREBRO    | BRĄZ |
| ----------- | ---------- | --------- | ---- |
| Zespół      | Jugosławia | Hiszpania | ZSRR |

### Kobiety
| Konkurencja | ZŁOTO | SREBRO   | BRĄZ   |
| ----------- | ----- | -------- | ------ |
| Zespół      | Węgry | Holandia | Włochy |

## Tabela medalowa
| Miejsce | Państwo         | Złoto | Srebro | Brąz | Razem |
| ------- | --------------- | ----- | ------ | ---- | ----- |
| 1.      | ZSRR            | 16    | 7      | 2    | 25    |
| 2.      | Niemcy          | 7     | 12     | 11   | 30    |
| 3.      | Węgry           | 6     | 3      | 2    | 11    |
| 4.      | Dania           | 4     | 0      | 2    | 6     |
| 5.      | Francja         | 3     | 5      | 3    | 11    |
| 6.      | Włochy          | 2     | 4      | 11   | 17    |
| 7.      | Hiszpania       | 2     | 2      | 1    | 5     |
| 8.      | Norwegia        | 2     | 0      | 0    | 2     |
| 9.      | Holandia        | 1     | 3      | 6    | 10    |
| 10.     | Wielka Brytania | 1     | 2      | 2    | 5     |
| 11.     | Polska          | 1     | 2      | 1    | 4     |
| 12.     | Szwajcaria      | 1     | 1      | 1    | 3     |
| 13.     | Jugosławia      | 1     | 0      | 0    | 1     |
| 14.     | Rumunia         | 0     | 4      | 1    | 5     |
| 15.     | Szwecja         | 0     | 1      | 2    | 3     |
| 16.     | Czechosłowacja  | 0     | 1      | 0    | 1     |
| 16.     | Grecja          | 0     | 1      | 0    | 1     |
| 18.     | Bułgaria        | 0     | 0      | 2    | 2     |